# ジャンヌ・ゴーティエ
ジャンヌ・シャルロット・ゴーティエ（Jeanne Charlotte Gautier, 1898年9月18日 - 1974年1月6日）は、フランス出身のヴァイオリニスト。

## 生涯
パリ近郊アニエールの出身。4歳の頃からヴァイオリンをはじめ、アンリ・ベルトリエから手解きを受けた。その後、パリ音楽院のジュール・ブーシュリのクラスに在籍し、1914年にプルミエ・プリを得て卒業した。
1915年から国際的に演奏活動を開始し、1939年にはオーストラリアに演奏旅行に出かけ、第二次世界大戦中はその場に留まった。1942年から1944年までメルボルン大学で教鞭をとり、1945年にフランスに帰国している。1952年からアンドレ・レヴィとジュヌヴィエーヴ・ジョワとでフランス三重奏団を結成。1962年から1968年までリヨン音楽院で教鞭をとった。
1963年にはレジオン・ドヌールのカヴァリエーレ勲章をフランス政府から贈られている。
ヌイイ＝シュル＝セーヌにて没。